# Girart d’Amiens
 Girart d’Amiens  (* im 13. Jahrhundert; † im 13. oder 14. Jahrhundert) war ein französischsprachiger Dichter.

## Leben und Werk
Girart d’Amiens lebte um 1280 am Hof des Königs  Eduard I. von England. Er ist bekannt für 3 umfangreiche literarische Werke. Der Roman Escanor ist ein später Artusroman in 26 000 Versen. Der Versroman Meliacin (oder Das hölzerne Pferd) erzählt (wie im Cléomadès von Adenet le Roi) die Geschichte eines fliegenden Pferdes (19 000 Verse). Auf Bitten von Karl von Valois schrieb Girart die Geschichte Karls des Großen (französisch: Charlemagne) in 23 000 Versen. Von allen drei Werken liegen kritische Ausgaben vor.

## Werke (Auswahl)

### Escanor
- Heinrich Michelant (Hrsg.): Der Roman von Escanor von Gérard von Amiens. Litterarischer Verein in Stuttgart, Tübingen 1886.
- Richard Trachsler (Hrsg.): Escanor. Roman arthurien en vers de la fin du XIIIe siècle. Droz, Genf 1994. (kritische Ausgabe)

### Meliacin
- (Teilausgabe) Paul Aebischer (Hrsg.): Le roman du cheval de fust, ou de Méliacin. Extraits publiés d’après le texte du ms. de la Biblioteca Riccardiana de Florence. Droz, Genf 1974. (5 000 Verse)
- Antoinette Saly (Hrsg.): Meliacin ou le Cheval de Fust. CUERMA, Aix-en-Provence 1990. (kritische Ausgabe)

### Charlemagne
- Daniel Métraux (Hrsg.): A critical edition of Girart d’Amiens’ L’istoire le Roy Charlemaine. Poème épique du XIVe siècle. E. Mellen, Lewiston 2003. (kritische Ausgabe)